# 모랑 (포르투갈)

모랑의 위치

모랑(포르투갈어: Mourão)은 포르투갈 에보라 현에 위치한 도시로 면적은 278.63km2, 인구는 2,663명(2011년 기준), 인구 밀도는 9.6명/km2이다.

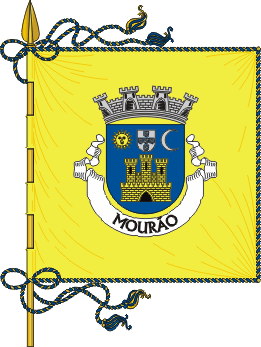
시기
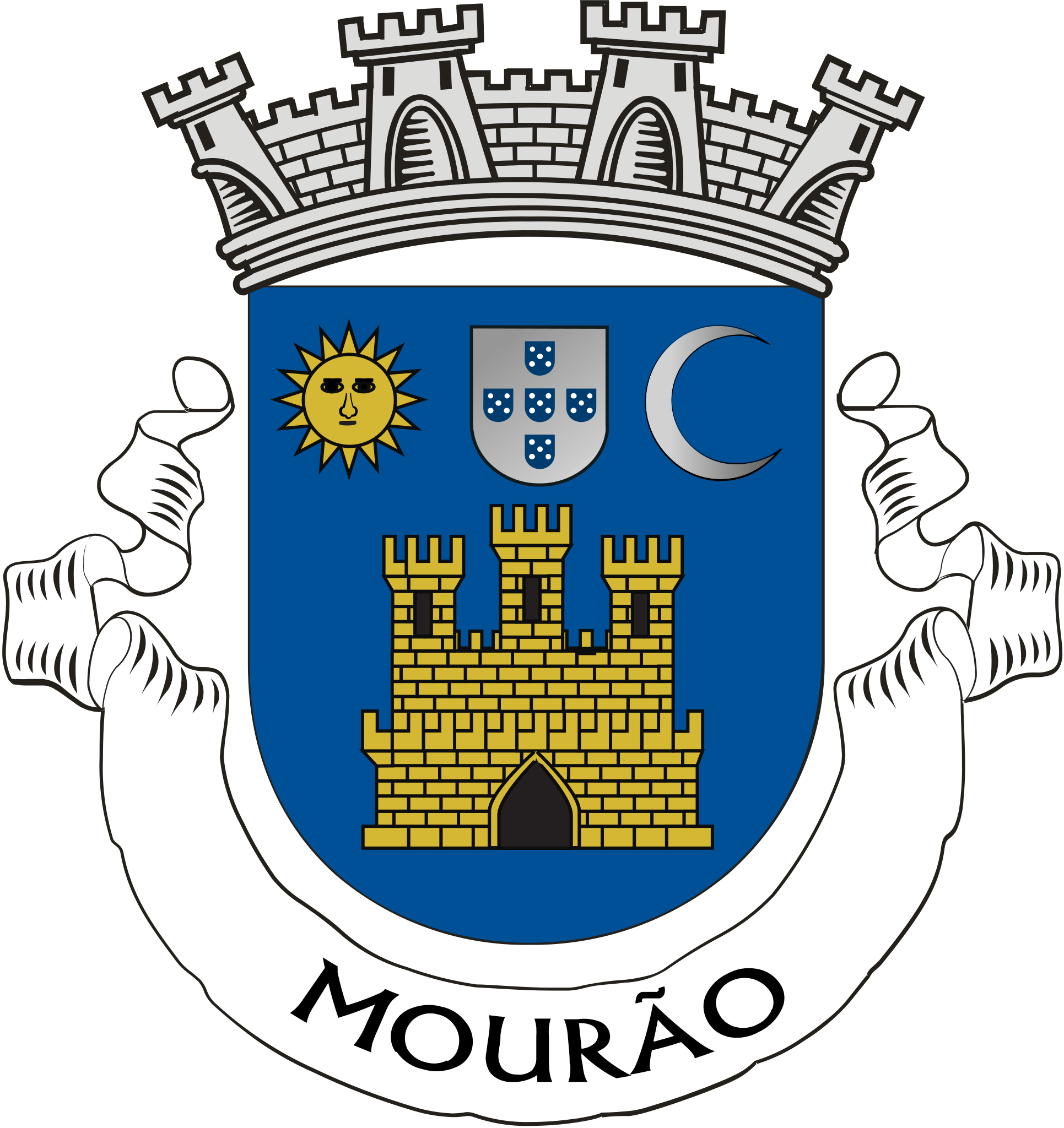
시 문장